# Parastichtis
Parastichtis is een geslacht nachtvlinders uit de familie Noctuidae (uilen). 
In Europa komt één soort voor uit dit geslacht, de populierenuil (Parastichtis suspecta).
Een bekende soort die voorheen in dit geslacht werd geplaatst is de wilgenschorsvlinder. Deze soort is nu echter ingedeeld in het geslacht Apterogenum.